# Комрат
Комра́т — адміністративний центр і найбільше місто Гагаузії, що в Молдові, центр Комратського округу, утворює окремий муніципій. Місто стоїть у центральній частинці Буджацького степу на річці Великий Ялпуг. Назва його має тюрко-ногайське походження.
Відстань від Комрата до столиці, Кишинева по автодорозі E584 — 98 км, 217 км по автодорогам E584, М15, М16 — до Одеси, 385 км по автодорогам E584, E81 — до Бухареста.

## Населення
Згідно даних Перепису населення 2014 року, етнічний склад міста був таким:
| Етнос            | Кількість осіб | Частка, % |
| ---------------- | -------------- | --------- |
| гагаузи          | 14 912         | 74,14     |
| молдовани/румуни | 1 769          | 8,80      |
| росіяни          | 1 287          | 6,40      |
| болгари          | 865            | 4,30      |
| українці         | 741            | 3,68      |
| цигани           | 86             | 0,43      |
| інші/не вказали  | 453            | 2,25      |
| всього           | 20 113         | 100       |

Повсякденна мова мешканців міста (2014):
| Мова                 | Кількість осіб | Частка, % |
| -------------------- | -------------- | --------- |
| російська            | 16 439         | 81,73     |
| гагаузька            | 2 680          | 13,32     |
| молдовська/румунська | 302            | 1,50      |
| інші                 | 83             | 0,41      |
| не вказали           | 609            | 3,04      |
| всього               | 20 113         | 100       |

## Водні ресурси
Загальною характеристикою регіону є обмежений доступ до якісних ресурсів питної води і води для іригації. Водні ресурси Комрату представлені поверхневими і підземними водами. Поверхневі джерела води обмежені.
Поверхневі води
Поверхневі води в Комраті представлені річкою Ялпуг, яка протікає через місто з півночі на південь і Комратського водосховища, розташованого за течією річки вище міста. Поверхневі води не можуть використовуватися для забезпечення жителів міста питною водою.
Підземні води
Підземні води в регіоні (їх загальний обсяг становить близько 8-10 млн м³) характеризуються перевищенням гранично допустимих концентрацій сполук, таких як фтор, бор, натрій і сірководень. Разом із цим, вода з підземних джерел є єдино можливим варіантом водопостачання міста. Подається населенню і промисловості за допомогою артезіанських свердловин (з нижньо-середнього і верхнесартського горизонтів) і шахтних колодязів.
Грунтові води на території мун. Комрат розташовані в південній і південно-західній частині міста і залягають на глибині 0,3-2,3 м, чим завдають збитків виробничо-господарській діяльності населення. Якість ґрунтових вод (визначено в результаті дослідження колодязних вод) не відповідає вимогам санітарних норм у зв'язку з виявленням високого вмісту нітратів та солей (сухого залишку). Причина забруднення нітратами — антропогенний фактор, а високий вміст у воді солей обумовлено її природою.

## Пам'ятки
- Православний собор Святого Іоанна Предтечі, побудований в 1820 році
- Краєзнавчий музей, основу колекції якого складають археологічні знахідки. Постійна експозиція музею присвячена гагаузької історії та культурі.
- Гагаузька художня галерея
- Алея слави гагаузької народу
- Пам'ятник радянським війнам (скульптор Дубіновський)
- Пам'ятник воїнам-афганцям (скульптор А. Карачобан)
- Пам'ятник Леніну
- Пам'ятник танк
- Пам'ятник жертвам сталінських репресій

## Міста-побратими
- Стамбул, район Пендик, Туреччина;
- Хендек, Туреччина;
- Сапанджа, Туреччина;
- Кючюккей, Туреччина;
- Татлису, Кіпр;
- Москва, район Сокільники, Росія,
- Джохар, Чечня,
- Бавли, Татарстан, Росія,
- Болград, Україна;
- Будапешт, район Ержебетварош, Угорщина.

## Відомі комратчани
- Петар Драганов — болгарський філолог і славіст, засновник македоністики.

## Галерея

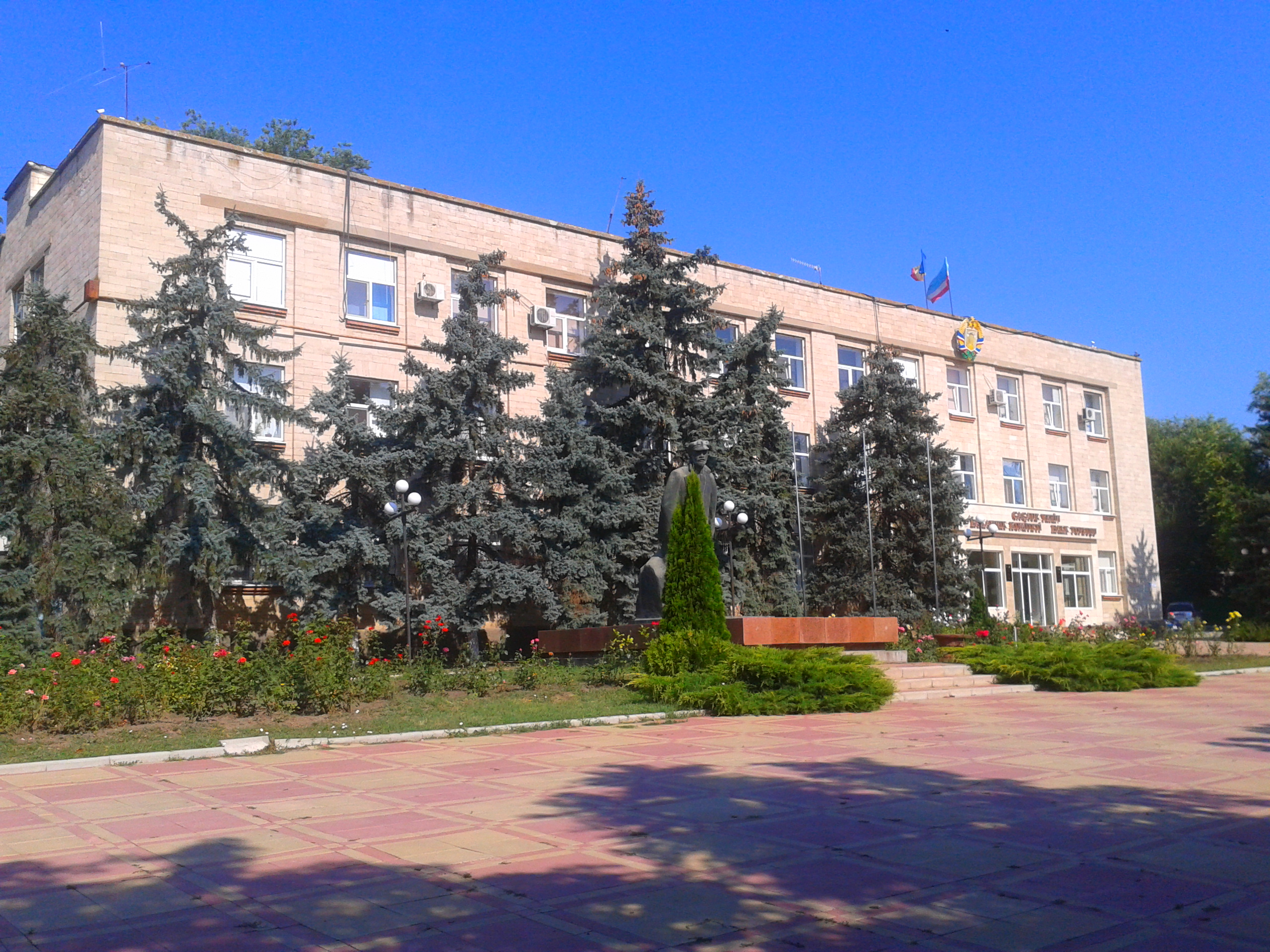
Виконавчий комітет Гагаузії
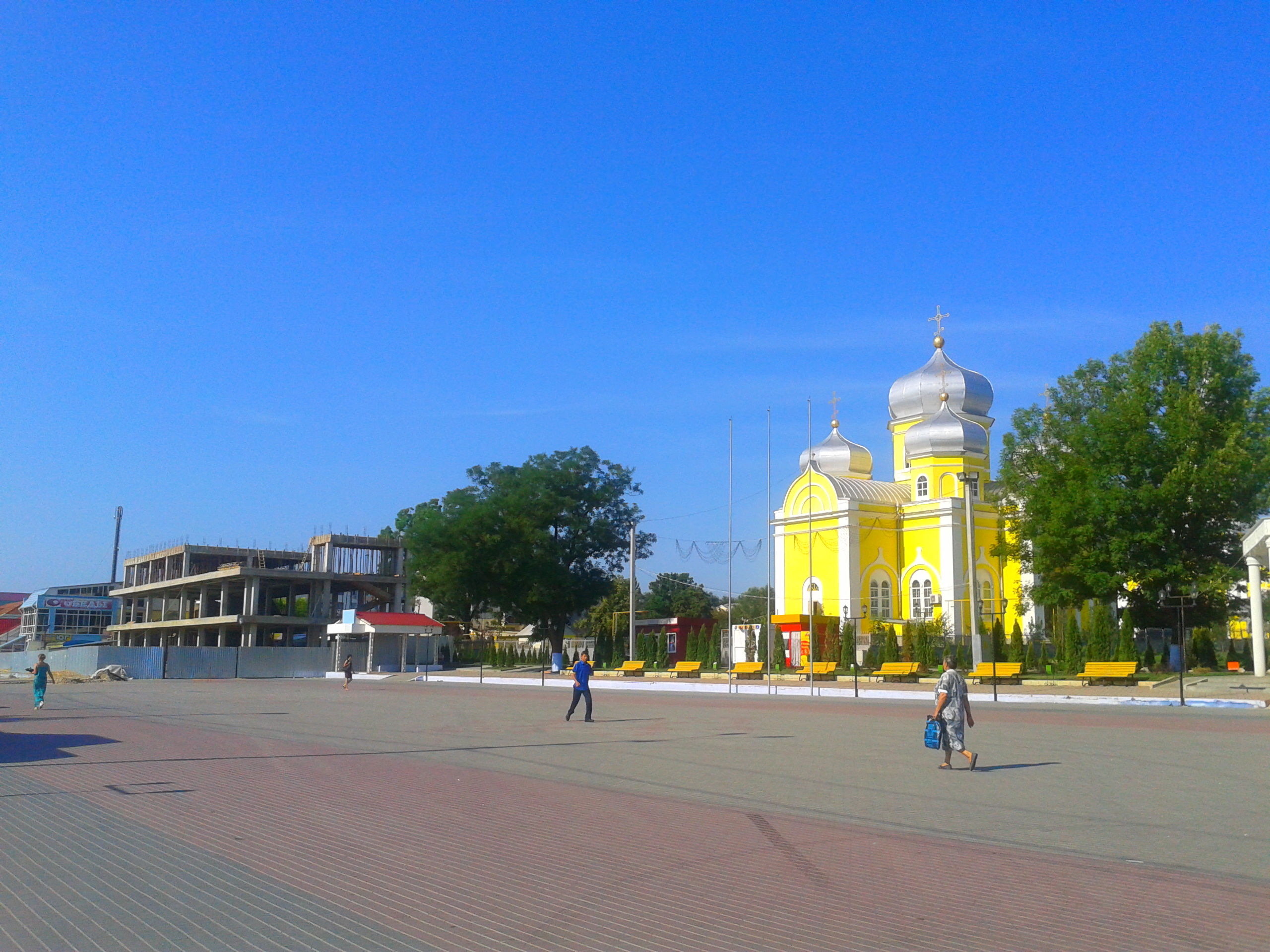
Центральна площа
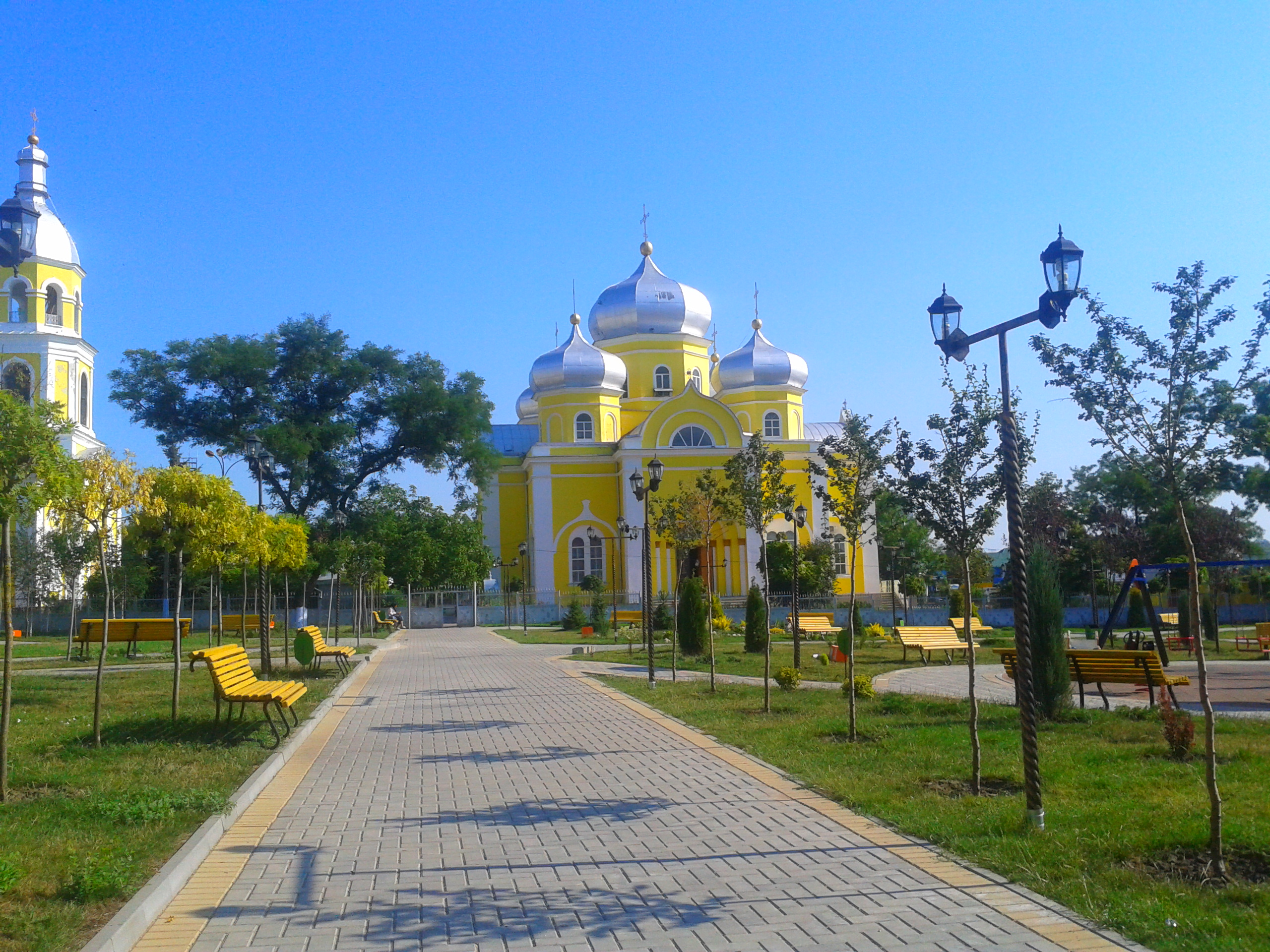
Центральний парк
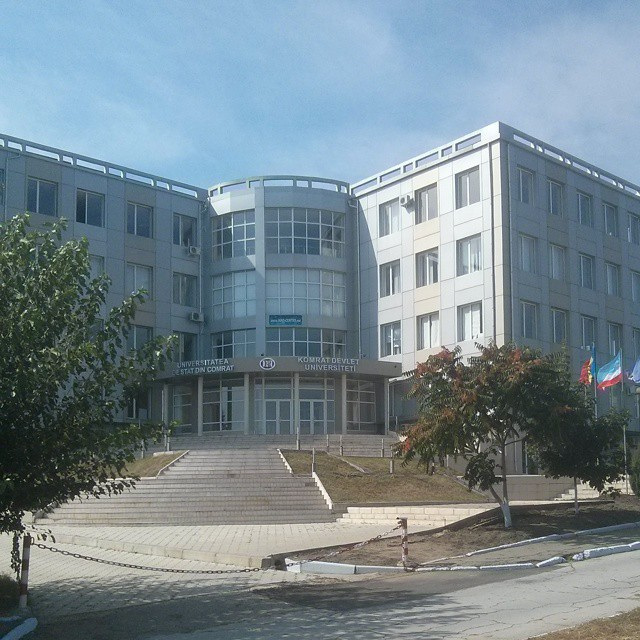
Комратський державний університет
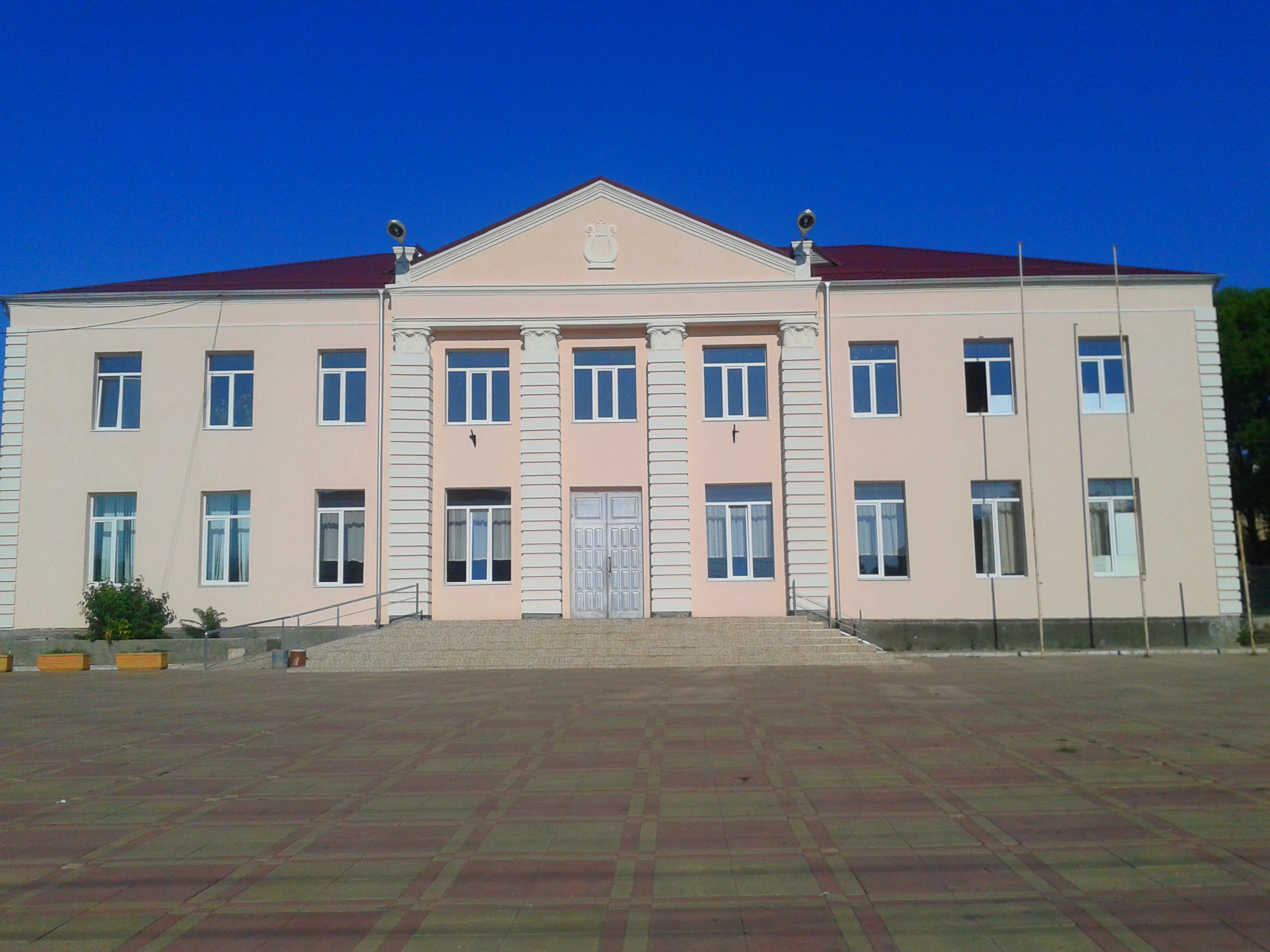
Будинок культури
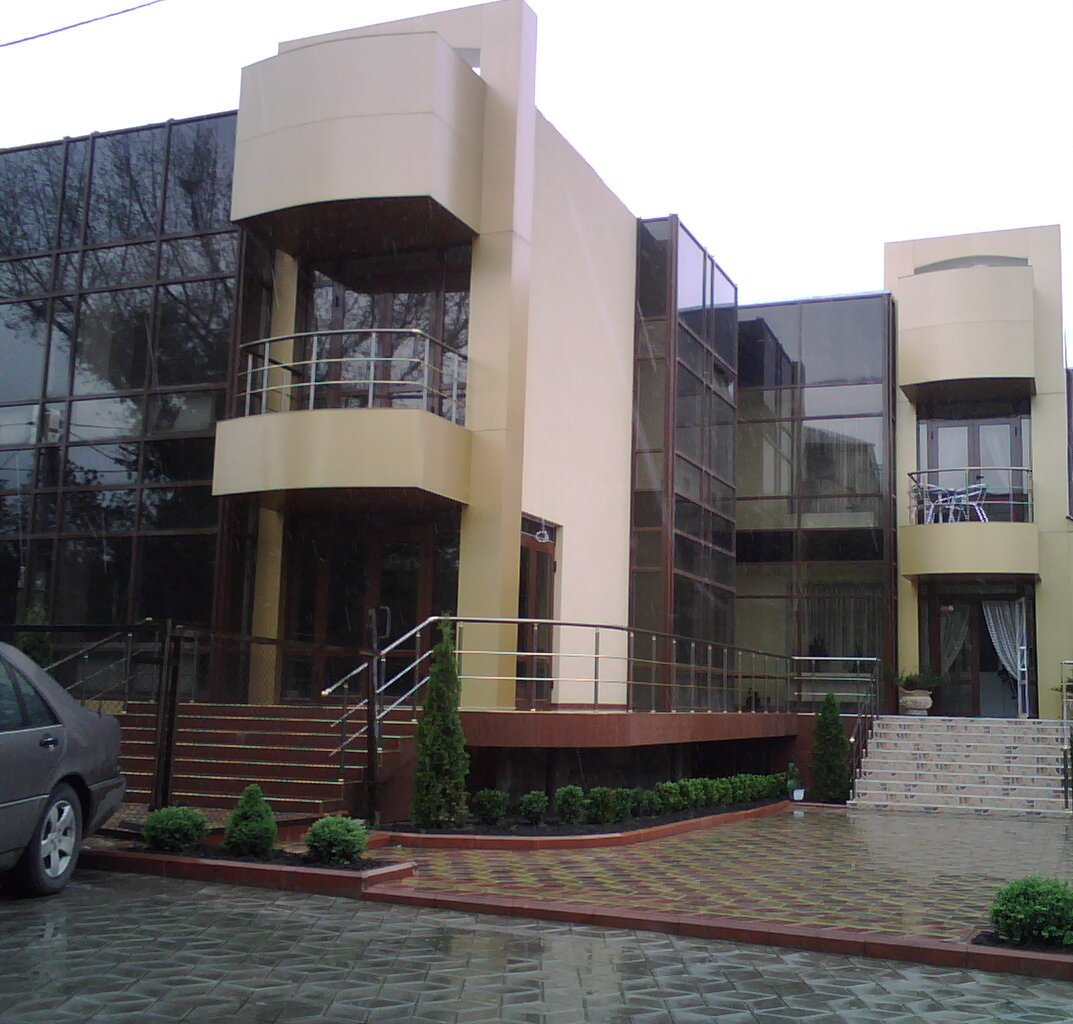
Готель "Алтин Палас"
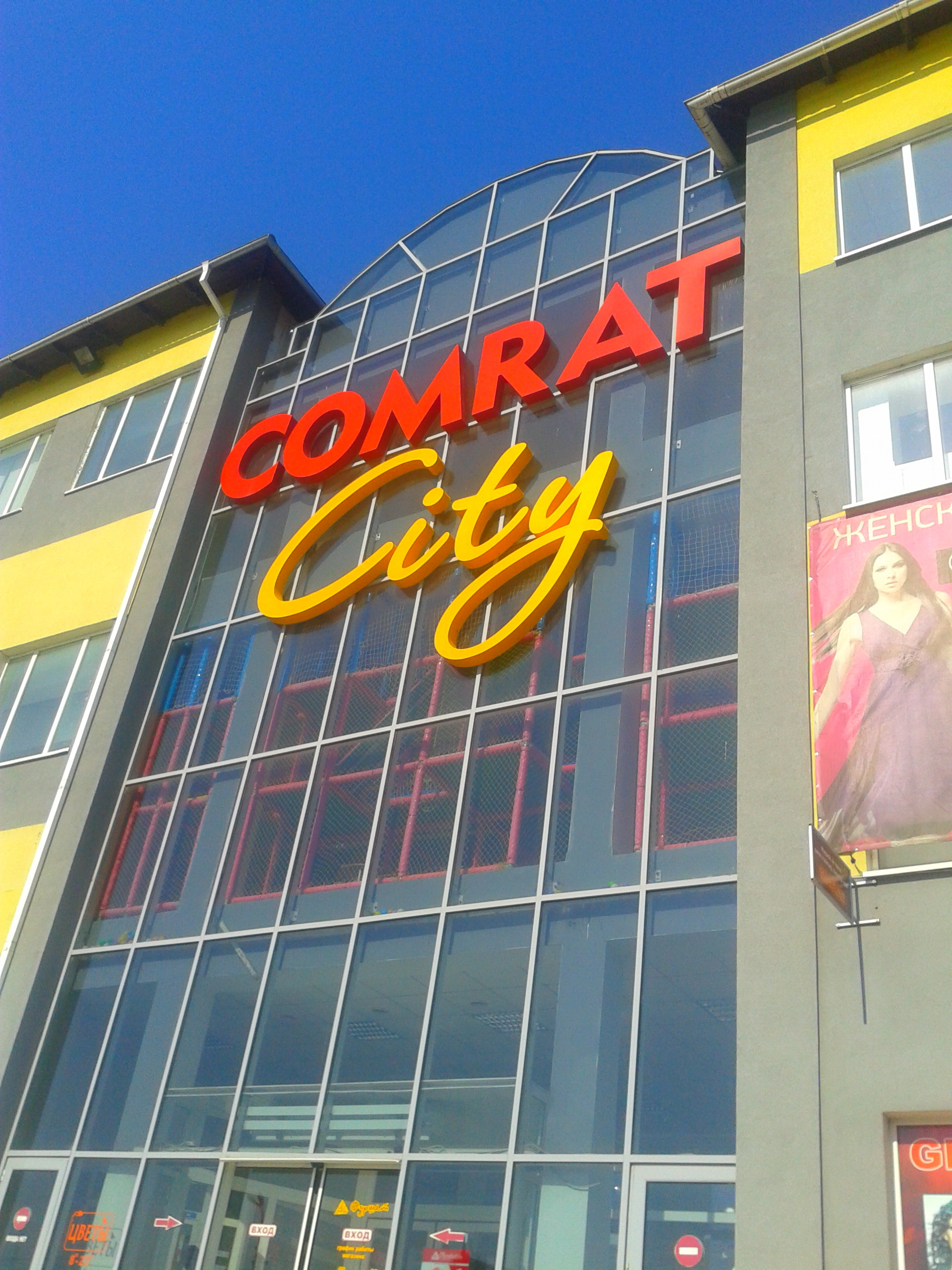
Торговий центр "Комрат-Сіті"